# Dudu Cearense
Dudu Cearense, född 15 april 1983 i Fortaleza, Brasilien, är en brasiliansk fotbollsspelare.